# Lydford Castle
Lydford Castle er ruinen af en middelalderborg, der ligger i Lydford, Devon, England.
Den første borg i Lydford, nogle gange kaldet Norman fort, var en ringformet jordvold i hjørnet på et angelsaksisk burh i årene efter efter den normanniske erobring af England. Fæstningen skulle hjælpe med at kontrollere Devon efter flere oprør mod det normanniske styre i 1068. I midten af 1100-tallet var det forladt.
Den anden borg i Lydford blev opført i 1195 efter lov og orden i hele England var udfordret. Den inkluderede et stentårn med en omkringliggende bailey, og blev hurtigt et fængsle og domhus der blev brugt til at administere Forest of Dartmoor  og Devon stannaries. Tårnet blev genopført i 1200-tallet, sandsynligvis i 1260'erne af Richard, jarl af Cornwall. Det blev ombygget til atminde om en motte and bailey-fæstning, der var et gammeldags design for perioden. I 1342 blev borgen stadig brugt til fængsel og domhus, og den overgik til Hertugdømmt et Cornwall, der ejede det frem til 1900-tallet.
Borgen forfaldt over tid, og i miten af 1800-tallet var det en ruin. I 1932 overgik Lydford Castle til staten, og i dag drives den af English Heritage som turistattraktion.
Det er et scheduled monument.